# 京都市立松ヶ崎小学校
京都市立松ヶ崎小学校（きょうとしりつまつがさきしょうがっこう）は、京都府京都市左京区松ヶ崎堀町に所在する公立小学校。

## 通学区域
以下の「松ヶ崎」を地区名に冠する59地域。
- 松ヶ崎泉川町（ - いずみがわちょう）
- 松ヶ崎壱町田町（ - いっちょうだちょう）
- 松ヶ崎井出ヶ海道町（ - いでがかいどうちょう）
- 松ヶ崎井出ヶ鼻町（ - いでがはなちょう）
- 松ヶ崎今海道町（ - いまかいどうちょう）
- 松ヶ崎海尻町（ - かいじりちょう）
- 松ヶ崎河原田町（ - かわらだちょう）
- 松ヶ崎北裏町（ - きたうらちょう）
- 松ヶ崎木燈籠町（ - きとうろうちょう）
- 松ヶ崎木ノ本町（ - きのもとちょう）
- 松ヶ崎久土町（ - くどちょう）
- 松ヶ崎雲路町（ - くもじちょう）
- 松ヶ崎鞍馬田町（ - くらまだちょう）
- 松ヶ崎御所海道町（ - ごしょかいどうちょう）
- 松ヶ崎御所ノ内町（ - ごしょのうちちょう）
- 松ヶ崎小竹薮町（ - こたけやぶちょう）
- 松ヶ崎小脇町（ - こわきちょう）
- 松ヶ崎桜木町（ - さくらぎちょう）
- 松ヶ崎東桜木町（ - ひがしさくらぎちょう）
- 松ヶ崎西桜木町（ - にしさくらぎちょう）
- 松ヶ崎三反長町（ - さんだんおさちょう）
- 松ヶ崎芝本町（ - しばもとちょう）
- 松ヶ崎修理式町（ - しゅうりしきちょう）
- 松ヶ崎正田町（ - しょうでんちょう）
- 松ヶ崎杉ヶ海道町（ - すぎがかいどうちょう）
- 松ヶ崎総作町（ - そうさくちょう）
- 松ヶ崎糺田町（ - ただすでんちょう）
- 松ヶ崎堂ノ上町（ - どうのうえちょう）
- 松ヶ崎中海道町（ - なかかいどうちょう）
- 松ヶ崎中町（ - なかまち）
- 松ヶ崎東町（ - ひがしまち）
- 松ヶ崎西町（ - にしまち）
- 松ヶ崎橋上町（ - はしかみちょう）
- 松ヶ崎東池ノ内町（ - ひがしいけのうちちょう）
- 松ヶ崎西池ノ内町（ - にしいけのうちちょう）
- 松ヶ崎南池ノ内町（ - みなみいけのうちちょう）
- 松ヶ崎樋ノ上町（ - ひのえちょう）
- 松ヶ崎平田町（ - ひらたちょう）
- 松ヶ崎堀町（ - ほりまち）
- 松ヶ崎村ヶ内町（ - むらがうちちょう）
- 松ヶ崎柳井田町（ - やないだちょう）
- 松ヶ崎横繩手町（ - よこなわてちょう）
- 松ヶ崎呼返町（ - よびかえりちょう）
- 松ヶ崎六ノ坪町（ - ろくのつぼちょう）
- 松ヶ崎榎実ヶ芝（ - えのみがしば）
- 松ヶ崎大谷（ - おおたに）
- 松ヶ崎狐坂（ - きつねさか）
- 松ヶ崎境ヶ谷（ - さかいがたに）
- 松ヶ崎西山（ - にしやま）
- 松ヶ崎寝子ヶ山（ - ねこがやま）
- 松ヶ崎林山（ - はやしやま）
- 松ヶ崎丸子（ - まるこ）
- 松ヶ崎深泥池端（ - みどろいけばた）
- 松ヶ崎高山（ - たかやま）
- 松ヶ崎東山（ - ひがしやま）
- 松ヶ崎城山（ - しろやま）
- 松ヶ崎千石岩（ - せんごくいわ）
- 松ヶ崎丈ヶ谷（ - じょうがたに）
- 松ヶ崎笹ヶ谷（ - ささがたに）

## 児童数
2016年5月1日現在の児童数は326人。

## 交通
- 京都市営地下鉄烏丸線松ヶ崎駅より徒歩15分

## 沿革
- 明治6年4月18日：日蓮宗妙泉寺（愛宕郡松ヶ崎村(字)堀町）の一坊を教室とし，愛宕郡第三大学区第五中学区の小学校として、愛宕郡松ヶ崎小学校が設立。
- 明治8年：妙泉寺を借り受け、仮小学校が開校。
- 明治9年：五ヶ院廃寺跡地に独立校舎竣工。
- 明治19年：小学校令の施行により松ヶ崎尋常小学校と改称。
- 明治35年：平屋建て４０坪の新校舎竣工。
- 明治41年：松ヶ崎尋常小学校（松ヶ崎村）・高野尋常小学校・修学院尋常小学校・一乗寺尋常小学校（修学院村）が統廃合され、松ヶ崎・修学院二ヶ村組合立 格知尋常小学校が開校（松ヶ崎橋西詰）。高野尋常小学校・一乗寺尋常小学校は分教場として存続。
- 大正5年4月：松ヶ崎・修学院二ヶ村の協議のもと、学校組合が解散し、格知尋常小学校が廃校となり、松ヶ崎小学校と修学院小学校に分離独立。松ヶ崎小学校は堀町の旧地に再び開校。
- 大正9年：妙泉寺本堂を撤去し、小学校敷地とする。
- 大正12年：愛宕郡立農林学校跡地を運動場とする。
- 大正13年：生け垣を壊し，土塀（現南校舎南側）が築造される。
- 昭和6年4月1日：愛宕郡松ヶ崎村が京都市左京区に編入され、京都市松ヶ崎尋常高等小学校となる。
- 昭和10年：松ヶ崎小学校校歌を制定。
- 昭和11年：鉄筋コンクリート校舎が北側に新築される。
- 昭和16年：国民学校令の施行により京都市松ヶ崎国民学校と改称。
- 昭和22年：学校教育法の施行により、国民学校が廃止され、京都市立松ヶ崎小学校と改称。
- 昭和25年：木造平屋建給食調理室を新築。
- 昭和28年：新校舎竣工，創立80周年記念祝賀挙行。
- 昭和38年：東北部に鉄筋コンクリート造２階建本館及び特別教室竣工。創立90周年記念祝賀式典挙行。
- 昭和46年：プールが完成。
- 昭和48年：鉄筋コンクリート３階建校舎（現南校舎東部分）竣工。 松ヶ崎校創立百周年記念祝賀式典挙行。
- 昭和51年：体育館兼講堂（現講堂）竣工。
- 昭和54年：南校舎６教室増築（現南校舎西部分）竣工。
- 昭和57年：理科，図書，視聴覚室（現北校舎）竣工。
- 昭和58年：創立110周年記念祝賀式典挙行。「子どものための松ヶ崎風土記」が作成される。
- 平成5年：給食室，特別活動室，音楽室（現中校舎）放送室竣工。創立120周年記念事業。
- 平成7年：講堂横体育倉庫・渡り廊下完成。
- 平成8年：プール一部改修。コンピュータルーム設置。
- 平成11年：「松ヶ崎ふれあいサロン」開所。
- 平成12年：快適トイレ改修（南校舎1階）。
- 平成13年：「21世紀の学校づくり」研究推進校指定。育成学級二学級（発達・情緒）設置。
- 平成14年：肢体育成学級試行設置。
- 平成16年：創立130周年。新本館及びプール完成。ソーラー発電・井戸設備設置。
- 平成17年：松ヶ崎第二体育館（子ども体育館）完成。体育館天井改修。ちびっこ広場（中庭）完成。風力発電設備設置。
- 平成18年：南校舎土塀改修。